# جيمس د. موراي
جيمس د. موراي (بالإنجليزية: James D. Murray)‏ هو رياضياتي بريطاني، ولد في 2 يناير 1931 في Moffat ‏ في المملكة المتحدة.